# Юйнань
Юйна́нь (кит. упр. 郁南, пиньинь Yùnán) — уезд городского округа Юньфу провинции Гуандун (КНР).

## История
Во времена империи Мин в 1577 году был создан уезд Синин (西宁县). После Синьхайской революции в Китае была проведена сверка названий уездов в масштабах страны, и выяснилось, что в провинции Ганьсу имеется уезд с точно таким же названием, поэтому в 1914 году уезд Синин провинции Гуандун был переименован в Юйнань.
После вхождения этих мест в состав КНР был образован Специальный район Сицзян (西江区专), и уезд вошёл в его состав. В 1952 году Специальный район Сицзян был расформирован, и уезд перешёл в состав Административного района Юэчжун (粤中行政区). В конце 1955 года было принято решение о расформировании Административных районов, и в 1956 году уезд вошёл в состав нового Специального района Гаояо (高要专区). В ноябре 1958 года уезды Лодин и Юйнань были объединены в уезд Лонань (罗南县). В декабре 1959 года Специальный район Гаояо был переименован в Специальный район Цзянмэнь (江门专区). В 1961 году Специальный район Цзянмэнь был переименован в Специальный район Чжаоцин (肇庆专区). В апреле 1961 года уезд Лонань был вновь разделён на уезды Лодин и Юйнань. В 1970 году Специальный район Чжаоцин был переименован в Округ Чжаоцин (肇庆地区).
Постановлением Госсовета КНР от 7 января 1988 года округ Чжаоцин был преобразован в городской округ Чжаоцин.
Постановлением Госсовета КНР от 4 апреля 1994 года городские уезды Лодин и Юньфу и уезды Юйнань и Синьсин были выделены из городского округа Чжаоцин в отдельный городской округ Юньфу.

## Административное деление
Уезд делится на 15 посёлков.